# Nyctemera semperi
Nyctemera semperi är en fjärilsart som beskrevs av Swinhoe 1903. Nyctemera semperi ingår i släktet Nyctemera och familjen björnspinnare. Inga underarter finns listade i Catalogue of Life.